# Papež Silvester III.
Papež Silvester III. ((latinsko Papa Silvester Tertius) rojen kot Janez Krescencij-Oktavijan (latinsko Joannes Crescentii-Octaviani; italijansko Giovanni dei Crescenzi–Ottaviani), tudi Janez Sabinski (latinsko Joannes de Sabina; italijansko Giovanni di Sabina)  je bil italijanski škof, kardinal in papež, * okrog 1000, Rim (Papeška država, Sveto rimsko cesarstvo), † 1063 Sabina (Papeška država, Sveto rimsko cesarstvo; danes: Italija). 

Papež je bil od 13. januarja do 10. marca 1045 ko je bil izgnan iz Rima. 20. decembra 1046 je bil odstavljen na sutrijski sinodi. Tako je bil pripravljen prostor za novega papeža Klemena II. namesto prejšnjih treh: Benedikta IX., Gregorja VI. in Silvestra III..; po odstavitvi je odšel je nazaj v svojo škofijo Sabino, kjer je tudi umrl. 

## Papež
V	uporu proti Benediktu IX. – ki je izhajal iz njim nasprotne Tuskulske grofovske rodovine – je bil 13. januarja 1045 pod vplivom Krescencijev izvoljen za papeža član njihove rodovine, škof Janez iz Sabine, ki si je privzel ime Silvester III. Posvečen in umeščen je bil 20. januarja 1045

Škof Janez je bil izvoljen v zapletenih rimskih političnih razmerah, v katerih je prevladovalo prizadevanje plemiških družin v ogorčeni medsebojni borbi za nadoblast. Ob žvenketu denarja, ki ga je ponudila družina Crescenzi-Ottaviani, je Janez prevladal nad drugim kandidatom, ki ga je ponudila družina Crescenzi-Stefani. Na papeškem prestolu je ostal le 21 dni, ker je druga mogočna rimska družina uspela ponovno vrniti na sedež sv. Petra papeža Benedikta IX., ki ga je bil nasilno iz Rima pregnal Silvester. Silvester se je moral zateči v trdnjavo Angelski grad. )

Že 10. marca 1045 ga je Benedikt izgnal iz Rima; dokončno pa ga je odstavila sinoda v Sutriju 20. decembra 1046, ki ga je razglasila za samozvanca. Po nasilno prekinjenem papeževanju se je vrnil nazaj v svojo sabinsko škofijo; nekateri zgodovinarji menijo, da so ga najprej zaprli v samostan – nato pa se je lahko vrnil na upravljanje svoje prejšnje škofije, ki jo je vodil do smrti.   Silvester sam si nikoli ni želel papeškega naslova in se je torej mirno vrnil v svojo sabinsko škofijo, ki se ji ni nikoli odpovedal. 

Protospatario, ki je deloval na začetku XII. stoletja, v času torej, ko je 1046 prihajal v Italijo cesar Henrik III., pravi, da so si ob tem času vse te tri papeške osebnosti lastile vsaka svojo lastno zakonitost . Po pisanju tega letopisca je Silvester III. zasedal v Vatikanu, medtem ko je Gregor VI. nadzoroval Lateran, a Benedikt IX. se je nastanil na družinskih posestvih v bližini Rima. Po cesarskem posredovanju pa so se zmešnjave uredile, vsaj glede Silvestra. 20. decembra 1046 so ga namreč tekom sinode v Sutriju obtožili, da si je prilastil Apostolski sedež, tj., da je nezakonito zasedel Sedež svetega Petra. Iz nekaterih virov, zlasti iz Liber ad amicum sutrijskega škofa Bonizoneja , bi se dalo sklepati, da so mu vzeli škofovsko čast, pa tudi svete redove, in ga prisilili oditi v neki samostan, kjer naj bi prebival vse do smrti. Čeprav se zdi gotovo, da od tega trenutka naprej ni smel imeti nobenega vpliva več na Apostolski sedež, ni verjetno, da je končal svoje dneve v samostanu.  Bolj je verjetno mnenje, da se je Silvester vrnil kot škof v Sabino, ko je Benedikt IX. prodal svoj naslov Janezu Gracijanu.  

### Dela
- »Documenta Catholica Omnia« (v latinščini). Cooperatorum Veritatis Societatis. 2006. Pridobljeno 22. septembra 2017.

Silvester je zopet prevzel ime Janez (Giovanni), se vrnil prebivat na svoj škofijski sedež v Sabini naslednjih 15 let. Vsaj od marca 1047 je opravljal škofovska opravila, kar navajajo tudi nekatere listine samostana Farfa. Napisal je tudi spis Libellum reclamationis, ki ga je med 1049 in 1053 predstavil Leonu IX.. V njem se je – kot sabinski nadpastir – pritoževal nad farfskim opatom Berardom, da si je prisvojil škofovske pravice nad cerkvijo S. Michele in Tancia, in se pregrešil s celo vrsto nasilnih dejanj nad njegovo osebo. Janeza Sabinskega zadnjič zasledimo 1062. Omemba njegovega naslednika na škofijskem sedežu oktobra 1063 kaže, da je v tem času že bil mrtev. 

## Smrt in spomin
Umrl je kot škof v sabinski škofiji 1062 (morda 1063), ko je začel škofovati njegov naslednik Ubaldo (1062–1071). Zdi se verjetno, da so ga pokopali v sabinski stolnici. . 

Zgodovinski viri govorijo o škofu Janezu (un vescovo Giovanni) od marca 1047 do 1062, morda do 1063; potemtakem naj bi bila škofa Janez IV. in Janez V. (Giovanni IV e Giovanni V) ena in ista oseba, bivši papež Silvester III.. 

### Spomin
V svojem romanu Gospodar sveta Benson  imenuje papeža Janeza XXIII. in Silvestra III. za protipapeža; pač zato, ker so smatrali v začetku 20. stoletja, da je bil tudi Giovanni Crescenzi-Ottaviani protipapež, medtem ko sta bila Pietro Filargo in Baldassare Cossa takrat še zakonita papeža.

### Ocena
- Silvester III. - Janez Sabinski, je umrl v Sabini, v Italiji. Ker je odstopil (ali pa ga je stvarno stmoglavila sinoda v Sutriju 1046), še danes veliko razpravljajo, ali naj ga smatramo za protipapeža; preureditev papežev iz 1947 pa ga je vendarle razglasila za zakonitega papeža. [14]
- Silvestrovo papeževanje ni dolgo trajalo. Benedikt IX., ki uradno še ni bil odstavljen, je deloval hitro, da bi onemogočil Silvestrovo oblast: zato ga je izobčil. Sedaj pa sam Benedikt ni mogel biti več papež. Morda si je bil v svesti, da je njegov položaj postal nevzdržen. Zato je prodal papeško službo maja 1045 za neverjetno vsoto denarja Janezu Gracijanu, ki si je privzel papeško ime Gregor VI., čigar dejanje morebiti ni pomenilo simonije v ožjem smislu. On je hotel morebiti bolj napeljati Benedikta k odstopu, kakor pa kupiti naravnost papeško službo. Kakršnakoli že je resnica, Janez je smel sprejeti ime Gregorja VI. šele takrat, ko je Benedikt prejel plačilo.

Sam Silvester je bil torej obsojen kot vsiljivec na Sveti sedež in so mu odredili zaprtje v samostanu. Poročila pa vendarle govorijo, da je nadaljeval škofovanje v Sabini vsaj do pozno v letu 1062; zato kazni zoper njega najbrž nikoli niso udejanjili. Najbolj verjetno je Silvester III. umrl nekaj pred letom 1063. Zato je njegova pravica, da ga priznamo kot zakonitega papeža, hudo vprašljiva; pa čeprav ga navaja Annuario Pontificio 2001. 